# Bruno Varela
Bruno Miguel Semedo Varela (* 4. November 1994 in Lissabon) ist ein portugiesischer Fußballtorwart, der bei Vitória Guimarães unter Vertrag steht.

## Karriere

### Vereine
Varela begann seine Karriere in seiner Heimatstadt bei Benfica Lissabon, wo er bis zur B-Mannschaft sämtliche Jugendteams durchlief. Nach einer einjährigen Leihstation beim spanischen Klub Real Valladolid, für die er einen Ligaeinsatz bestritt, wechselte er zurück nach Portugal zu Benficas Ligakonkurrenz Vitória Setúbal. Dort kam er in der Saison 2016/17 zu 29 Ligaspielen und spielte sich so zurück in das Blickfeld seines Jugendklubs. Im Sommer 2017 holte Benfica Bruno Varela schließlich aus Setúbal zurück: Der Torhüter sollte den zu Manchester City gewechselten Ederson ersetzen. Doch nach einigen Unsicherheiten zum Saisonstart wurde Varela ab dem 7. Spieltag durch den Routinier Júlio César ersetzt. Da diesen jedoch andauernde Rückenschmerzen plagten, bekam Varela seinen Platz zwischen den Pfosten ab dem 12. Spieltag zurück und konnte am Ende der Spielzeit 2017/18 auf insgesamt 29 Ligaspiele für Benfica zurückblicken.
Vor Beginn der Saison 2018/19 verlor Varela seinen Stammplatz an Benficas Neuzugang Odisseas Vlachodimos und kam in der komplette Hinrunde kein einziges Mal zum Einsatz. Daraufhin wechselte der Torhüter im Januar 2019 auf Leihbasis zum niederländischen Erstligisten Ajax Amsterdam. Der Vertrag dauert bis Saisonende. Ajax besaß zudem eine Kaufoption. Trotzdem Varela in der Rückrunde zu keinem Einsatz kam, verlängerte Ajax den Leihvertrag mit dem Portugiesen im Sommer 2019 um eine weitere Saison; die vorherige Kaufoption wurde zudem in den neuen Kontrakt integriert.

### Nationalmannschaft
Varela durchlief von der U17 an sämtliche Juniorenteams des portugiesischen Fußballverbandes. Mit der portugiesischen U21-Nationalmannschaft wurde er bei der U21-Europameisterschaft 2015 Vize-Europameister. Zudem nahm Varela an den Olympischen Sommerspielen 2016 in Rio de Janeiro teil.

## Erfolge
Benfica Lissabon
- Portugiesischer Supercupsieger: 2017

Ajax Amsterdam
- Niederländischer Meister: 2019
- Niederländischer Pokalsieger: 2019
- Niederländischer Supercupsieger: 2019